# Stokhaken
Stokhaken (ook wel bezemsteelbreien genoemd) is een handwerktechniek waarbij wordt gehaakt in een zeer lustig open structuur. Stokbreien is een combinatie van haken en lussen op een zeer dikke breipen zetten.
Door een ketting van lossen te haken (bijvoorbeeld een meervoud van 5), dan kan er uit deze lossen weer in elke steek een lus gemaakt worden die op de dikke breinaald gezet wordt. Als de hele regel op de breinaald is gezet, wordt er in 5 lussen 1 vaste gemaakt, daarna worden er nog 4 vasten in de set van 5 lussen gemaakt en dit wordt herhaald tot alle sets van 5 lussen gehaakt zijn, en kunnen er in de vasten weer nieuwe lussen op de breinaald (of bezemsteel) gemaakt worden.